# NGC 7508
NGC 7508 este o galaxie situată în constelația Pegas. A fost descoperită în 13 octombrie 1825 de către John Herschel.